# Episodi di The Andy Griffith Show (ottava stagione)
L'ottava stagione della serie televisiva The Andy Griffith Show è andata in onda negli Stati Uniti dall'11 settembre 1967 al 1º aprile 1968 sulla CBS.
| nº | Titolo originale              | Prima TV USA      |
| -- | ----------------------------- | ----------------- |
| 1  | Opie's First Love             | 11 settembre 1967 |
| 2  | Howard the Bowler             | 18 settembre 1967 |
| 3  | A Trip to Mexico              | 25 settembre 1967 |
| 4  | Andy's Trip to Raleigh        | 2 ottobre 1967    |
| 5  | Opie Steps Up in Class        | 9 ottobre 1967    |
| 6  | Howard's Main Event           | 16 ottobre 1967   |
| 7  | Aunt Bee, the Juror           | 23 ottobre 1967   |
| 8  | Tape Recorder                 | 30 ottobre 1967   |
| 9  | Opie's Group                  | 6 novembre 1967   |
| 10 | Aunt Bee and the Lecturer     | 13 novembre 1967  |
| 11 | Andy's Investment             | 20 novembre 1967  |
| 12 | Howard and Millie             | 27 novembre 1967  |
| 13 | Aunt Bee's Cousin             | 4 dicembre 1967   |
| 14 | Suppose Andy Gets Sick        | 11 dicembre 1967  |
| 15 | Howard's New Life             | 18 dicembre 1967  |
| 16 | Goober the Executive          | 25 dicembre 1967  |
| 17 | The Mayberry Chef             | 1º gennaio 1968   |
| 18 | Emmett's Brother-In-Law       | 8 gennaio 1968    |
| 19 | Opie's Drugstore Job          | 15 gennaio 1968   |
| 20 | The Church Benefactors        | 22 gennaio 1968   |
| 21 | Barney Hosts a Summit Meeting | 29 gennaio 1968   |
| 22 | Goober Goes to an Auto Show   | 5 febbraio 1968   |
| 23 | Aunt Bee's Big Moment         | 12 febbraio 1968  |
| 24 | Helen's Past                  | 19 febbraio 1968  |
| 25 | Emmett's Anniversary          | 26 febbraio 1968  |
| 26 | The Wedding                   | 4 marzo 1968      |
| 27 | Sam for Town Council          | 11 marzo 1968     |
| 28 | Opie and Mike                 | 18 marzo 1968     |
| 29 | A Girl for Goober             | 25 marzo 1968     |
| 30 | Mayberry R.F.D.               | 1º aprile 1968    |

## Opie's First Love
- Prima televisiva: 11 settembre 1967
- Diretto da: Lee Philips
- Scritto da: Douglas Tibbles

### Trama
- Guest star: George Lindsey (Goober Pyle), Owen Bush (commesso), Sheldon Collins (Arnold Bailey), Aneta Corsaut (Helen Crump), Kevin Tate (Fred Simpson), Joy Ellison (Iris), Morgan Brittany (Mary Alice Carter)

## Howard the Bowler
- Prima televisiva: 18 settembre 1967
- Diretto da: Lee Philips
- Scritto da: Dick Bensfield, Perry Grant

### Trama
- Guest star: Aneta Corsaut (Helen Crump), Norman Alden (Hank), George Lindsey (Goober Pyle), Paul Hartman (Emmett Clark), Jack Dodson (Howard Sprague), Bob Becker (George)

## A Trip to Mexico
- Prima televisiva: 25 settembre 1967
- Diretto da: Lee Philips
- Scritto da: Perry Grant, Dick Bensfield

### Trama
- Guest star: Aneta Corsaut (Helen Crump), Hope Summers (Clara Edwards), Paul Hartman (Emmett Clark), Jack Dodson (Howard Sprague), Jose Gonzales-Gonzales (negoziante), Eddie Carroll (Impiegato aeroporto), Anthony Jochim (Harvey), Ruth Thom (Myrtle), Manuel Martin (violinista), Vince Barnett (Elmo), Natividad Vacio (impiegato dell'hotel)

## Andy's Trip to Raleigh
- Prima televisiva: 2 ottobre 1967
- Diretto da: Lee Philips
- Scritto da: Joseph Bonaduce

### Trama
- Guest star: Aneta Corsaut (Helen Crump), Whitney Blake (Lee Drake), George Lindsey (Goober Pyle), Jack Dodson (Howard Sprague), Paul Hartman (Emmett Clark)

## Opie Steps Up in Class
- Prima televisiva: 9 ottobre 1967
- Diretto da: Lee Philips
- Scritto da: Joseph Bonaduce

### Trama
- Guest star: Don Wyndham (Billy Hollander), Thom Carney (Chauffeur), Sandy Kenyon (George Hollander), Ward Ramsey (Mr. Glendon), Ivan Bonar (Mr. Breckenridge), Monty Margetts (cameriera), Joyce Van Patten (Laura Hollander), Paul Hartman (Emmett Clark)

## Howard's Main Event
- Prima televisiva: 16 ottobre 1967
- Diretto da: Lee Philips
- Scritto da: Earl Barret, Robert C. Dennis

### Trama
- Guest star: Arlene Golonka (Millie Hutchins), Allan Melvin (Clyde Plaunt), Jack Dodson (Howard Sprague), Aneta Corsaut (Helen Crump), Wayne Heffley (Harry), George Lindsey (Goober Pyle)

## Aunt Bee, the Juror
- Prima televisiva: 23 ottobre 1967
- Diretto da: Lee Philips
- Scritto da: Kent Wilson

### Trama
- Guest star: Peter Madsen (impiegato), Arthur Hanson (Mr. Smith), Jack Nicholson (Marvin Jenkins), Henry Beckman (Mr. Gilbert), Tol Avery (rappresentante giuria), Jim Begg (Charles Keyes), Tom Palmer (avvocato della difesa), Frederic Downs (giurato), Rhys Williams (giudice Cranston), Emory Parnell (giurato), Alan Dexter (giurato), Richard Chambers (Mr. Granger), George Lindsey (Goober Pyle)

## Tape Recorder
- Prima televisiva: 30 ottobre 1967
- Diretto da: Lee Philips
- Scritto da: Michael Morris, Seaman Jacobs

### Trama
- Guest star: Sheldon Collins (Arnold Bailey), Troy Melton (agente di polizia statale), Herbie Faye (Eddie Blake), Jerome Guardino (Myles Bentley), George Lindsey (Goober Pyle)

## Opie's Group
- Prima televisiva: 6 novembre 1967
- Diretto da: Lee Philips
- Scritto da: Douglas Tibbles

### Trama
- Guest star: Hope Summers (Clara Edwards), Kay Lenz (Phoebe), Paul Hartman (Emmett Clark), Sheldon Collins (Arnold Bailey), Jim Kidwell (Clifford), Joe Leitch (Wilson), Gary Chase (Jesse), George Lindsey (Goober Pyle)

## Aunt Bee and the Lecturer
- Prima televisiva: 13 novembre 1967
- Diretto da: Lee Philips
- Scritto da: Michael Morris, Seaman Jacobs

### Trama
- Guest star: Edward Andrews (Hubert St. John), Hope Summers (Clara Edwards), Jack Dodson (Howard Sprague), Aneta Corsaut (Helen Crump), George Lindsey (Goober Pyle)

## Andy's Investment
- Prima televisiva: 20 novembre 1967
- Diretto da: Alan Rafkin
- Scritto da: Michael Morris, Seaman Jacobs

### Trama
- Guest star: Ken Lynch (Mr. Rogers), Ceil Cabot (Alpha Porter), Jack Dodson (Howard Sprague), Paul Hartman (Emmett Clark), Roy Jenson (Trooper Leroy Miller), Maudie Prickett (Mrs. Larch), Jesslyn Fax (Mrs. LeGrande), Richard Collier (Mr. Giddings), Aneta Corsaut (Helen Crump)

## Howard and Millie
- Prima televisiva: 27 novembre 1967
- Diretto da: Peter Baldwin
- Scritto da: Joseph Bonaduce

### Trama
- Guest star: Arlene Golonka (Millie Hutchins), Ida Mae McKenzie (Millie's Aunt Hannah), Aneta Corsaut (Helen Crump), Jack Dodson (Howard Sprague), Elizabeth Harrower (Mrs. Hutchins), Steve Pendleton (Mr. Hutchins), Roy Engel (conducente), Robert Williams (Millie's Uncle Phil), Carol Veazie (cliente), George Lindsey (Goober Pyle)

## Aunt Bee's Cousin
- Prima televisiva: 4 dicembre 1967
- Diretto da: Lee Philips
- Scritto da: Perry Grant, Dick Bensfield

### Trama
- Guest star: Jack Dodson (Howard Sprague), Paul Hartman (Emmett Clark), Aneta Corsaut (Helen Crump), George Lindsey (Goober Pyle), Jack Albertson (Bradford J. Taylor), Hope Summers (Clara Edwards), Ann Morgan Guilbert (Ella)

## Suppose Andy Gets Sick
- Prima televisiva: 11 dicembre 1967
- Diretto da: Peter Baldwin
- Scritto da: Jack Raymond

### Trama
- Guest star: Vince Barnett (Elmo), Anthony Jochim (Harvey), Jack Dodson (Howard Sprague), Paul Hartman (Emmett Clark), Hollis Morrison (Alvin), Charles P. Thompson (Doc Roberts), George Lindsey (Goober Pyle)

## Howard's New Life
- Prima televisiva: 18 dicembre 1967
- Diretto da: Lee Philips
- Scritto da: Perry Grant, Dick Bensfield

### Trama
- Guest star: Harry Dean Stanton (proprietario), Mark Brown (Sebastian), George Lindsey (Goober Pyle), Jack Dodson (Howard Sprague), Don Keefer (Grover), Sam Greene (Wes), Sir Lancelot (Realtor), Paul Hartman (Emmett Clark)

## Goober the Executive
- Prima televisiva: 25 dicembre 1967
- Diretto da: Lee Philips
- Scritto da: Seaman Jacobs, Michael Morris

### Trama
- Guest star: Sam Green (Prospective Buyer), Bo Hopkins (George), Paul Hartman (Emmett Clark), George Lindsey (Goober Pyle), James McCallion (Harry), David Ketchum (Fred Michaels), George Cisar (Cyrus Tankersley)

## The Mayberry Chef
- Prima televisiva: 1º gennaio 1968
- Diretto da: Lee Philips
- Scritto da: James L. Brooks

### Trama
- Guest star: Richard Poston (direttore artistico), Jack Bannon (annunciatore), Don Keefer (Carl Phillips), George Lindsey (Goober Pyle)

## Emmett's Brother-In-Law
- Prima televisiva: 8 gennaio 1968
- Diretto da: Lee Philips
- Scritto da: James L. Brooks

### Trama
- Guest star: Aneta Corsaut (Helen Crump), Dub Taylor (Ben Beecham), George Lindsey (Goober Pyle), Jack Dodson (Howard Sprague), Mary Lansing (Martha Clark), Paul Hartman (Emmett Clark)

## Opie's Drugstore Job
- Prima televisiva: 15 gennaio 1968
- Diretto da: Lee Philips
- Scritto da: Kent Wilson

### Trama
- Guest star: Diane Deininger (Mrs. Briggs), Sheldon Collins (Arnold Bailey), Jack Dodson (Howard Sprague), George Lindsey (Goober Pyle), Jim Begg (Water Customer), Robert F. Simon (Mr. Crawford)

## The Church Benefactors
- Prima televisiva: 22 gennaio 1968

### Trama
- Guest star: Mary Lansing (Martha Clark), Hope Summers (Clara Edwards), Paul Hartman (Emmett Clark), Aneta Corsaut (Helen Crump), William Keene (reverendo Tucker), Vince Barnett (Elmo), Jack Dodson (Howard Sprague)

## Barney Hosts a Summit Meeting
- Prima televisiva: 29 gennaio 1968

### Trama
- Guest star: Michael Higgins (Mr. Clifford), Paul Fix (Mr. McCabe), Richard X. Slattery (capitano Dewhurst), Charles Horvath (Peterson), Ben Astar (Mr. Vasilievich), Hollis Morrison (Jenkins), Alan Oppenheimer (Mr. Ruskin), George Lindsey (Goober Pyle)

## Goober Goes to an Auto Show
- Prima televisiva: 5 febbraio 1968

### Trama
- Guest star: Jack Good (Auto Salesman), Howard Hesseman (Counter Boy), Noam Pitlik (Roy Swanson), Fred Roberto (cameriere), Patty Regan (manicurista), George Lindsey (Goober Pyle)

## Aunt Bee's Big Moment
- Prima televisiva: 12 febbraio 1968

### Trama
- Guest star: Aneta Corsaut (Helen Crump), John McLiam (Mr. MacDonald), Paul Hartman (Emmett Clark), Jack Dodson (Howard Sprague), George Lindsey (Goober Pyle)

## Helen's Past
- Prima televisiva: 19 febbraio 1968

### Trama
- Guest star: Michael Freeman (Hollis), Connie Sawyer (Miss Blanchard), Jack Dodson (Howard Sprague), Aneta Corsaut (Helen Crump), Monty Margetts (Mrs. Crane), Ruth McDevitt (Mrs. Pendleton), Peter Hobbs (Mr. Lockridge), George Lindsey (Goober Pyle)

## Emmett's Anniversary
- Prima televisiva: 26 febbraio 1968

### Trama
- Guest star: Alberta Nelson (Flora Malherbe), Ronnie Schell (Bernie the Furrier), Paul Hartman (Emmett Clark), Mary Lansing (Martha Clark), Ruth McDevitt (Mrs. Pendleton), George Lindsey (Goober Pyle)

## The Wedding
- Prima televisiva: 4 marzo 1968

### Trama
- Guest star: Aneta Corsaut (Helen Crump), Mabel Albertson (Mrs. Sprague), Paul Hartman (Emmett Clark), Jack Dodson (Howard Sprague), Iggie Wolfington (George Watkins), Teri Garr (cliente stazione di benzina), George Lindsey (Goober Pyle)

## Sam for Town Council
- Prima televisiva: 11 marzo 1968

### Trama
- Guest star: Paul Hartman (Emmett Clark), Ken Berry (Sam Jones), Jack Dodson (Howard Sprague), Aneta Corsaut (Helen Crump), Penny Kunard (Mrs. Farley), Mary Lou Taylor (Mrs. Barton), Roy Engel (Mr. Perkins/Mrs. Engel), Gil Lamb (Lou), Howard Hesseman (Harry), Dick Johnstone (Mr. Calvin), George Lindsey (Goober Pyle)

## Opie and Mike
- Prima televisiva: 18 marzo 1968

### Trama
- Guest star: Diane Quinn (Heather Campbell), Ken Berry (Sam Jones), Buddy Foster (Mike Jones), Russell Shulman (Edgar Watson), Kellie Flanagan (Claudia Campbell), George Lindsey (Goober Pyle)

## A Girl for Goober
- Prima televisiva: 25 marzo 1968

### Trama
- Guest star: Maggie Peterson (Doris), Yvonne Shubert (Woman at Restaurant), Ken Berry (Sam Jones), Aneta Corsaut (Helen Crump), George Sawaya (Man at Restaurant), Richard Poston (cameriere), Tod Andrews (Mr. Franklin), Nancy Malone (dottor Edith Gibson), George Lindsey (Goober Pyle)

## Mayberry R.F.D.
- Prima televisiva: 1º aprile 1968

### Trama
- Guest star: Aneta Corsaut (Helen Crump), Ken Berry (Sam Jones), Hope Summers (Clara Edwards), George Lindsey (Goober Pyle), Buddy Foster (Mike Jones), Almira Sessions (Mrs. Fletcher), Gabrielle Tinti (Mario Vincente), Letitia Roman (Sophia Vincente), Bruno Della Santina (Papa Vincente), Jack Dodson (Howard Sprague)